# 盧瑪
盧瑪（英語：Looma）是一個位於加拿大亞伯達省勒杜克縣的一個農莊。農莊位於21號公路上，約莫愛德蒙頓東南方24公里處。

## 資料來源
1. 1 2  . Statistics Canada. February 9, 2022  [February 10, 2022].
2. ↑  Alberta Municipal Affairs.  (PDF). 2010-04-01  [2010-06-29]. （原始内容 (PDF)存档于2012-02-29）.